# Хто такі Божі воїни
«Хто такі Божі воїни» (чеськ. Ktož jsú Boží bojovníci) — гуситська військова пісня, гімн XV століття. Альтернативні сучасні чеські варіанти написання назви: «Kdož jsou Boží bojovníci» та «Kdo jsou Boží bojovníci». Вперше була записана у «Їстебніцькому збірнику гімнів».

## Історія та використання
Під час гуситських воєн цей гімн співали з такою силою, що вона вселяла страх у деякі ворожі армії, роблячи його зброєю. Вважається, що один з учасників Імперського хрестового походу втік з поля битви перед самою битвою, почувши, як гусити співають цю пісню. Виконанням гімну керував гуситський священник із церемоніальною сокирою.
На початку війни 1433 року між польським і тевтонським лицарями Пруссії гусити підписали союз проти німців у липні 1433 року. Під час війни вони пройшли аж до Балтійського моря під місто Гданськ. Прусський історик XIX століття Генріх фон Трейчке обурено згадує захоплення гуситами земель біля Балтійського моря та «Kdož jsou Boží bojovníci» такими словами: «…привітали море дикою чеською піснею про Божих воїнів і наповнили свої фляги розсолом на знак того, що Балтика знову підкорилася слов'янам».
Цю пісню використав Бедржіх Сметана у своїх симфонічних поемах «Табор» і «Бланік», а також у чеському марші під назвою «Slava chodsku». У своїй праці «Husitská ouvertura» (Гуситська увертюра) Антонін Л. Дворжак також поєднав цей твір з католицькою колядкою, яку співали за часів короля Вацлава IV. Чеський композитор Павел Хаас використав його як матеріал у своїй «Сюїті для гобоя та фортепіано» op. 12 (1939). Карел Гуса також включив цю мелодію у свою «Music for Prague 1968», як і Карл Амадеус Гартман у «Concerto funebre» (1939, ред. 1959).